# Virita
Virita (Duits: Viritel) is een plaats in de Estlandse gemeente Saaremaa, provincie Saaremaa. De plaats heeft de status van dorp (Estisch: küla) en heeft 29 inwoners (2021).
Tot in oktober 2017 lag de plaats in de gemeente Kihelkonna. In die maand ging Kihelkonna op in de fusiegemeente Saaremaa.
Virita ligt ten noorden van de plaats Kihelkonna en aan de Tugimaantee 78, de weg van Kuressaare via Kihelkonna naar Veeremäe. 

## Geschiedenis
Virita werd voor het eerst genoemd in 1453 onder de naam Viritill. Na 1592 lag de plaats op het landgoed van Pajumõisa. In een document uit 1782 werd ze vermeld als Wirita.
In 1977 werd het buurdorp Pajumõisa bij Virita gevoegd. In 1997 werd het weer een zelfstandig dorp.